# Az-Zakazik
Az-Zakazik (arab. Az-Zaqāzīq, Zagazig, الزقازيق) – miasto w północnym Egipcie, w Delcie Nilu, ośrodek administracyjny muhafazy Prowincja Wschodnia. W 2006 roku liczyło ok. 303 tys. mieszkańców.

## Galeria

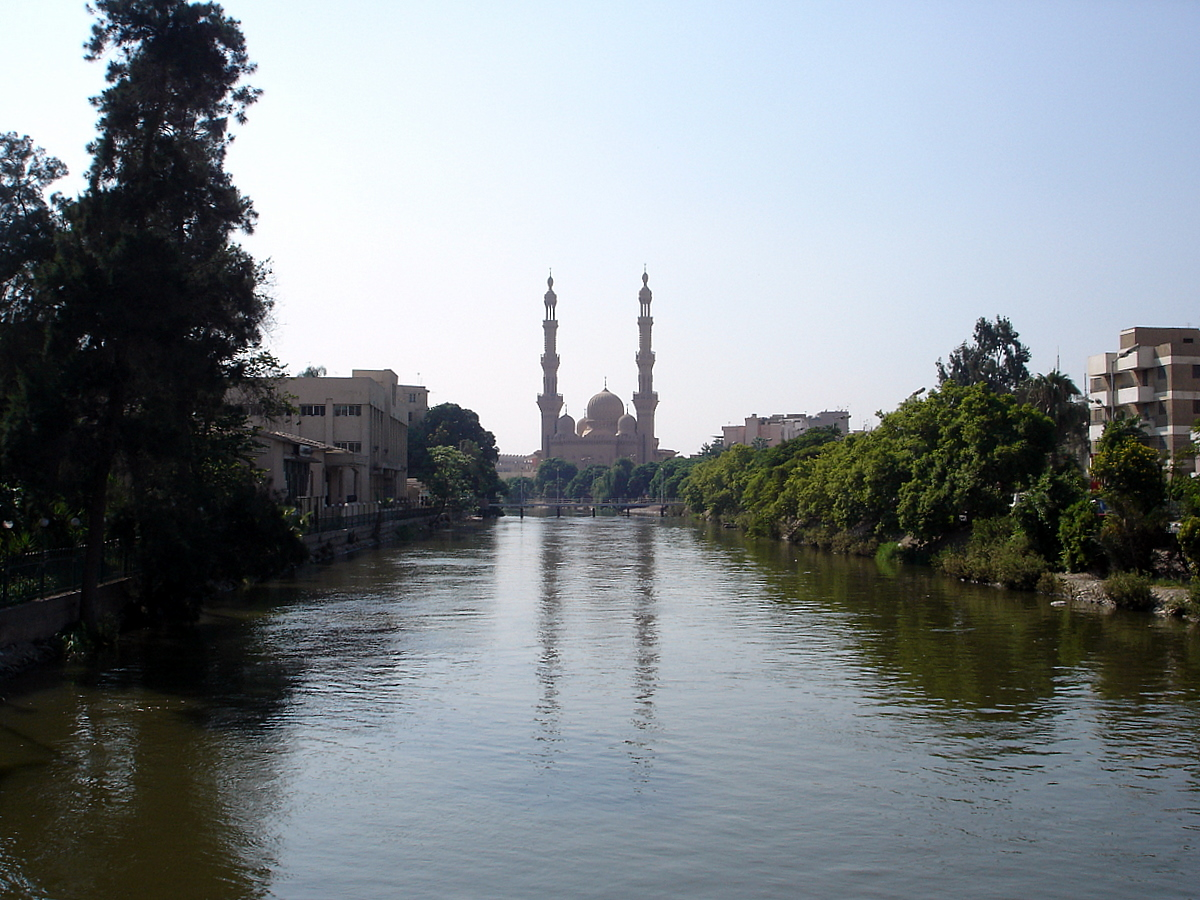
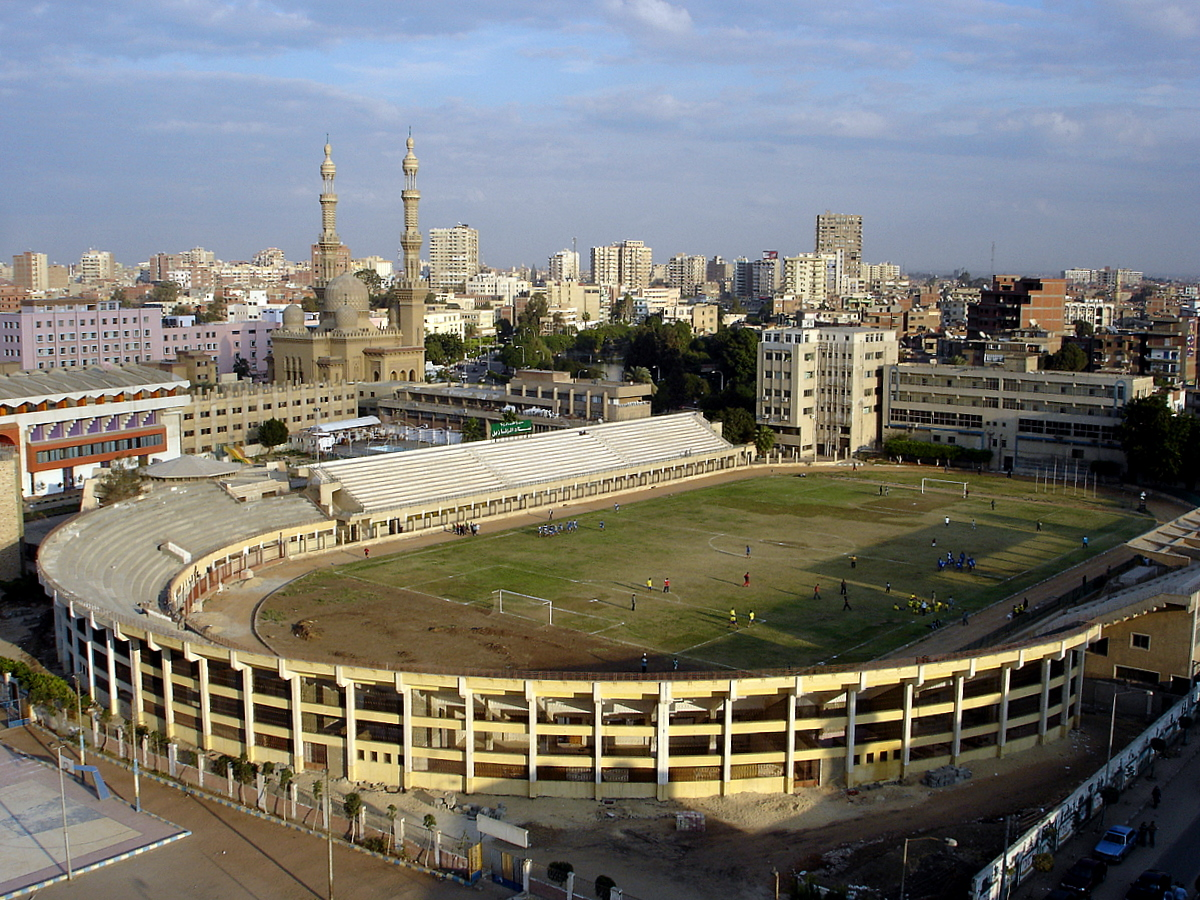